# 칼라스 사건

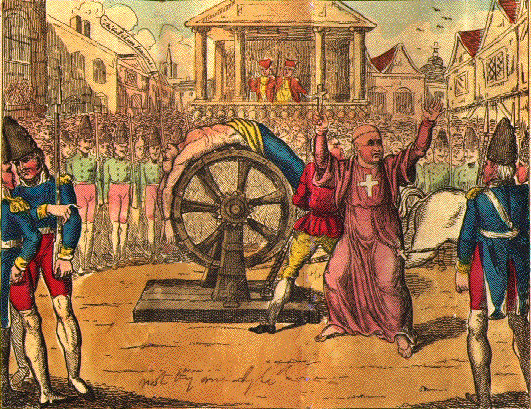
"툴르즈에서 수레바퀴형으로 처형당하는 칼라스, 10 March 1762."

칼라스 사건은 1762년에 일어난 한 개신교인 청년의 자살과 가톨릭교도들의 부당한 모함으로 장 칼라스(프랑스어: Jean Calas)의 온 가족이 풍비박살난 사건을 말한다. 칼라스의 아들이 가톨릭으로 개종하는 것을 막기 위해 칼라스를 비롯한 그의 가족들이 그를 살해했다는 가톨릭교도들의 모함을 받게 되었고, 결국 가족 모두 재판에 회부된 후 칼라스가 수레바퀴형(거열형)으로 처형된 사건이다. 계몽주의 철학자 볼테르가 이 사건을 적극 변호하여 세상에 널리 알려졌다.

## 개요

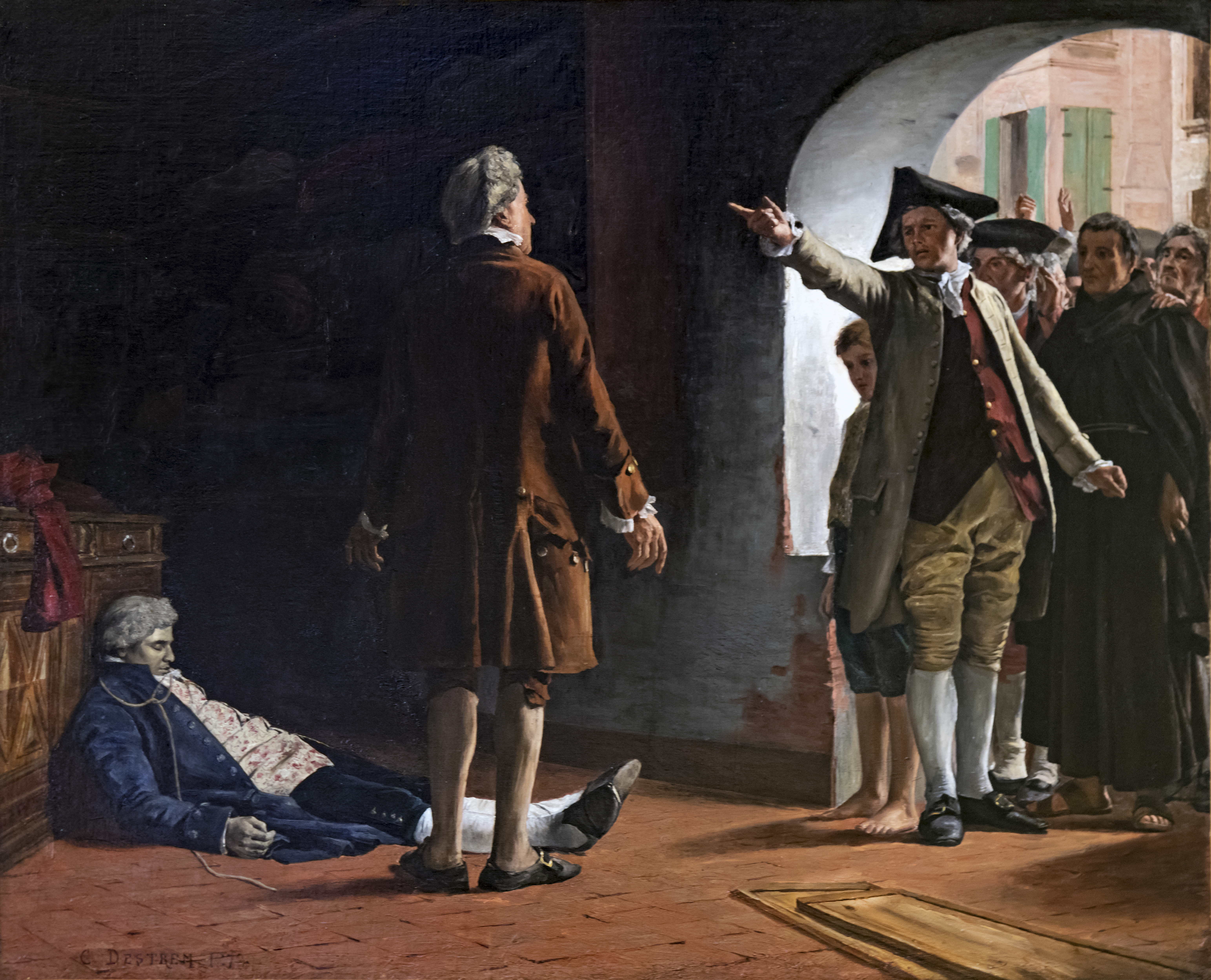
아버지의 체포.

1761년 10월 어느날 툴루즈의 필라체 거리에 사는 개신교인 칼라스의 청년 아들이 스카프로 목을 맨채 자살을 한다.
사법부의 다비드 드 보드링이 이 사건을 조사하고 사건을 발표했다. 이 청년은 가톨릭으로 개종할 것을 선언하고, 개종하기로 했는데 개신교인이었던 아버지 칼라스가 이것을 견딜 수 없어서 아들을 살해했다는 결론을 내렸다. 이후 칼라스의 가족은 체포되어 모진 고문을 받고 아버지는 거열형에 처해져 처형 되고 가족들은 추방당한다.
당시 툴르즈는 친가톨릭적 성향이 특히 강했는데, 그 예로 당시보다 200여년 전 약4000여명의 개신교인들이 이단으로 몰려 가톨릭 교도들에게 학살되었는데 이 날이 돌아오면 툴르즈인들은 성대한 축제를 벌일 정도였다. 사건 당일 칼라스의 아들은 자신이 프로테스탄트라는 이유로 취업에 제한을 받는 등 삶을 비탄하여 목을 매어 자살했는데 그 광경을 본 몇몇 가톨릭 교도들이 칼라스와 그 가족이 아들의 개종을 막으려 죽였다고 소문을 퍼뜨렸다. 사건이 벌어진 1762년은 개신교인 학살사건 200주년 되는 해로 가톨릭 교인들은 시내에 교수대를 세우고 칼라스 가족들을 교수대에 세워야 한다고 외쳐댔다., 이에 고무된 시의 관료들이 칼라스와 가족들을 투옥시키고 가장인 칼라스에게 사형을 선고했고 얼마 지나지 않아 사형을 집행했다.
칼라스의 처형에 찬성한 판사들은 이 허약한 노인은 수레바퀴형의 고통을 이길 수 없을 것이고, 그래서 형틀에 묶이면 자신의 죄와 공모자들의 죄를 자백할 것이라며 나머지 판사들을 설득했다. 그러나 판사들은 칼라스의 형을 집행하면서 당황할 수밖에 없었다. 이 노인은 바퀴에 묶여 죽어가면서도 하나님을 불러 자신의 결백함의 증인으로 삼았으며 또한 잘못을 저지른 판사들을 용서해달라고 기원했다. 볼테르는 이 처형을 보며 이런 명언을 남겼다.
"네가 타인에게 당하고 싶지 않은 일을 너 역시 타인에게 행하지 말라."
그 후 이 사건은 칼라스의 부인을 만난 파리의 변호사들과 지식인들을 비롯한 여론에 의해 부당함이 성토되었고 볼테르는 수많은 팸플릿을 써서 칼라스의 가족을 변호하며 양식있는 사람들의 정의감을 일깨웠다. 파리 고등법원의 변호사인 보몽이 가장 먼저 칼라스 부인을 옹호하고 나섰다. 볼테르의 노력으로 칼라스 사건의 부당성을 지적하고 재심을 요구하는 여론이 조성되었다. 마침내 대법원은 여론에 밀려 마침내 재심 판결이 내려지고 칼라스의 아들은 자살한 것으로 판정이 번복됐다. 1765년 3월9일 칼라스가 처형된지 3년째 되던 날 칼라스의 무죄와 복권이 선고됐다.

## 사건의 영향
이 사건 과정에서 볼테르는 칼라스의 가족들을 변호하고 종교적 불관용의 문제를 철학적 관점에서 고찰했고 그 결과 유명한 《관용론》이 탄생하게 된다. 칼라스 사건에 대한 볼테르의 개입은 프랑스 지식인의 현실참여운동인 〈앙가주망〉의 시초로 평가된다. 볼테르는 칼라스 사건에서 여론을 형성하는 과정에서 자신과 동료 철학자들이 사실상 혁명을 만들어 가고 있다는 사실을 깨달았다. 볼테르는 장 칼라스의 결백을 입증한 뒤 이렇게 말했다.
| “ | "의견이 세상을 지배한다. 그리고 결국에는 철학자가 사람들의 의견을 지배한다." | ” |